# Generative pre-trained transformer

Modello GPT originale

Un generative pre-trained transformer (o GPT, in italiano trasformatore generativo pre-addestrato) è un tipo di modello linguistico di grandi dimensioni (LLM) e un importante framework per l’intelligenza artificiale generativa. Si tratta di una rete neurale artificiale usata per l’elaborazione del linguaggio naturale da parte delle macchine. È basata sull’architettura transformer del deep learning, pre-addestrata su grandi dataset di testi non etichettati e in grado di generare nuovi contenuti simili a quelli umani. A partire dal 2023, la maggior parte dei LLM presentava queste caratteristiche ed erano talvolta definiti in modo generico come GPT.
Il primo GPT è stato introdotto nel 2018 da OpenAI. OpenAI ha rilasciato importanti modelli fondamentali GPT numerati in sequenza, a formare la serie "GPT-n". Ognuno di questi era significativamente più potente del precedente, grazie all’aumento delle dimensioni (numero di parametri addestrabili) e dell’addestramento. Il più recente, GPT-4o, è stato rilasciato nel maggio 2024. Tali modelli hanno costituito la base per sistemi GPT specializzati, inclusi modelli ottimizzati per seguire istruzioni, che a loro volta alimentano ChatGPT.
Il termine "GPT" è utilizzato anche nei nomi e nelle descrizioni di modelli sviluppati da altri. Ad esempio, altri modelli fondamentali GPT includono una serie di modelli creati da EleutherAI, e sette modelli creati da Cerebras nel 2023. Aziende in vari settori hanno sviluppato GPT specializzati per compiti specifici nei rispettivi ambiti, come "EinsteinGPT" di Salesforce (per la CRM) e "BloombergGPT" di Bloomberg (per la finanza).